# Kurt Looby
Kurt Looby, né le 17 février 1984 à Saint John's, à Antigua-et-Barbuda, est un joueur antiguais de basket-ball. Il évolue au poste d'ailier fort.